# Loin (film)
Pour plus de détails, voir Fiche technique et Distribution.
Loin est un film français réalisé par André Téchiné, sorti en 2001.

## Synopsis
Un jeune routier (Serge) partage son temps entre sa compagne au Maroc, et son travail qui le sépare d'elle. À travers les rencontres avec différentes personnes, il sera amené à revoir ses jugements.

## Fiche technique
- Titre : Loin
- Réalisation : André Téchiné
- Scénario : André Téchiné, Mehdi Ben Attia, Faouzi Bensaïdi et Michel Alexandre
- Production : Saïd Ben Saïd et Andres Martin
- Musique : Juliette Garrigues
- Photographie : Germain Desmoulins
- Pays de production :  France
- Format : couleurs - Stéréo
- Genre : drame
- Durée : 120 minutes
- Date de sortie : 2001

## Distribution
- Stéphane Rideau : Serge
- Lubna Azabal : Sarah
- Mohamed Hamaidi : Saïd
- Yasmina Reza : Emily
- Jack Taylor : James
- Gaël Morel : François
- Rachida Brakni : Nezha

## Distinctions
- Prix Michel-Simon pour Mohamed Hamaidi